# Rationierungsbrunnen

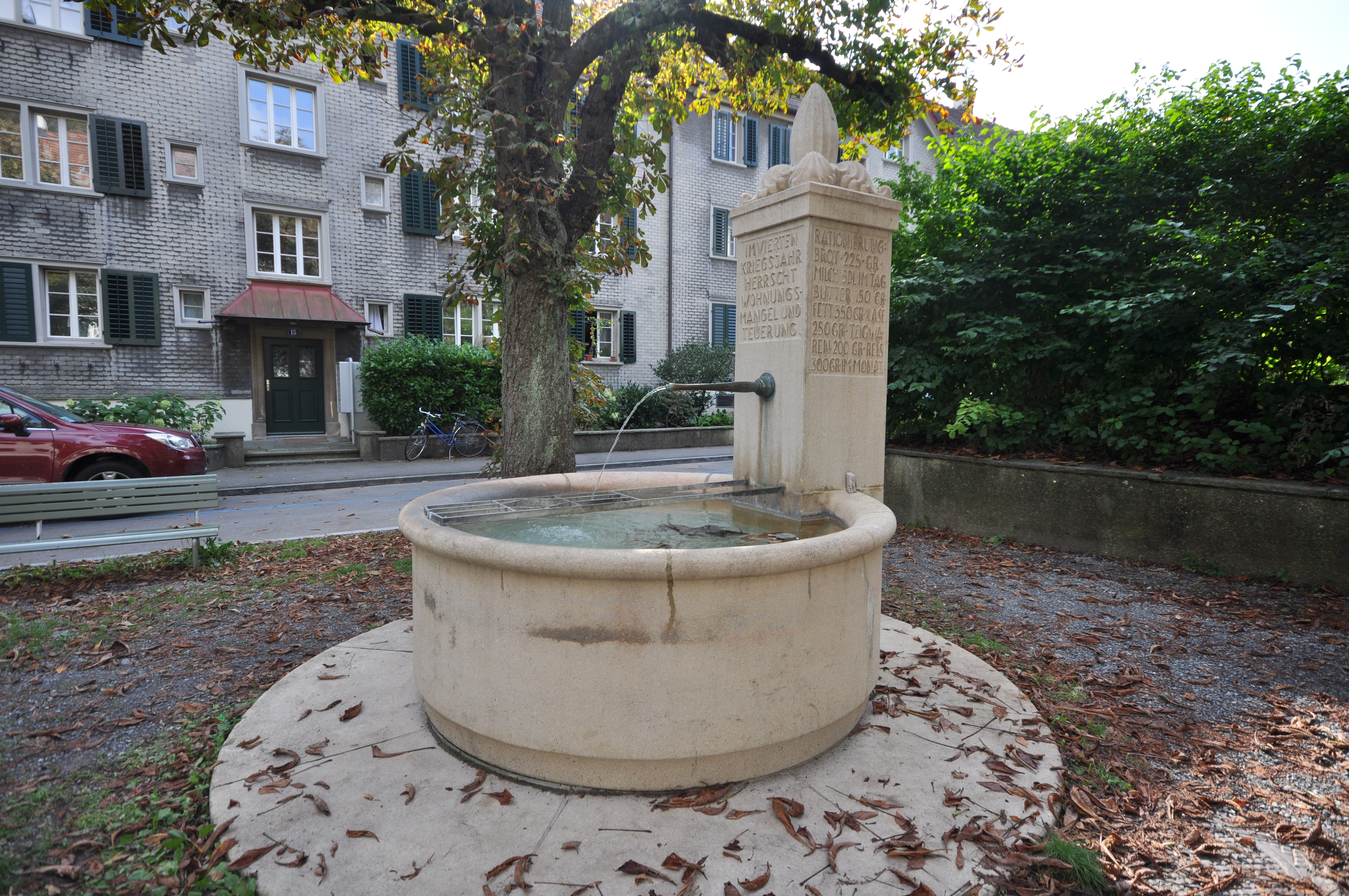
Der Rationierungsbrunnen

Der Rationierungsbrunnen bei der Trottenstrasse 8 in Zürich-Wipkingen ist ein Laufbrunnen aus dem Jahr 1919. Er führte bis 2010 Trinkwasser, seitdem Quellwasser. 

## Geschichte
Der Brunnen wurde im Zuge des Baus der Wohnkolonie Wipkingen eingerichtet. Die Planung erfolgte 1918 durch die Architekten Pfleghard & Haefeli aus Zürich, die auch die Siedlung Schindelhäuser projektierten. Das Modell stammte vom Bildhauer Hans Gisler, die Arbeiten wurden vom Steinhauergeschäft Gebrüder Schenker aus Zürich durchgeführt. 1986 sanierte der Bildhauer Josef von Wyl die Anlage. Im Brunnenguide der Stadt Zürich ist der Brunnen mit der Nummer 451 dokumentiert.

## Beschreibung
Der Brunnen wurde aus Kunststein gefertigt und besitzt einen runden Trog. Zur Erinnerung an die Wohnungsnot, die Teuerung und die Rationierungsmassnahmen in der Zeit des Ersten Weltkriegs trägt er auf dem Brunnenstock Inschriften, denen zu entnehmen ist, wie hoch die Preise für diverse Lebensmittel und wie gross die Rationen für die Bürger in den Jahren 1914 bis 1918 waren. Ferner wird in einer der Inschriften an den Bau von 126 Wohnungen innerhalb von sechs Monaten erinnert.